# Glénay
Glénay település Franciaországban, Deux-Sèvres megyében. Lakosainak száma 539 fő (2022. január 1.). Glénay Saint-Varent, Airvault, Boussais, Faye-l’Abbesse és Pierrefitte községekkel határos.

## Népesség
A település népességének változása:
| Lakosok száma | 567  | 567  | 581  | 569  | 569  | 571  | 570  | 555  | 539  |
|               | 2013 | 2015 | 2016 | 2017 | 2018 | 2019 | 2020 | 2021 | 2022 |